# Yngve Brodd
Yngve Brodd (né le 9 juin 1930 à Seglora (sv), et mort le 23 septembre 2016) est un footballeur et entraîneur suédois des années 1950 et 1960.

## Biographie
En tant qu'attaquant, Yngve Brodd est international suédois à 20 reprises (1952-1963) pour 12 buts. 
Il participe aux Jeux olympiques de 1952. Titulaire dans tous les matchs, il inscrit deux buts contre le voisin norvégien et un but contre l'Autriche. Il remporte la médaille de bronze.
Il participe aux éliminatoires de la Coupe du monde 1962, inscrivant 5 buts (3 contre la Belgique et 2 contre la Suisse), mais la Suède est battue en barrages.
Il joue dans deux clubs suédois (Örebro SK et IFK Göteborg) et deux clubs français (Toulouse et FC Sochaux-Montbéliard). Il ne remporte aucun titre en Suède, ni en France. Sa meilleure performance en France est une deuxième place en D1 en 1955 et une finale de la coupe de France en 1959, battu par Le Havre AC.
Il a une expérience d'entraîneur avec l'IFK Göteborg, sans rien remporter.

## Clubs
- 1952-1953 :  Örebro SK
- 1953-1956 :  Toulouse
- 1956-1959 :  FC Sochaux-Montbéliard
- 1960-1962 :  Toulouse
- 1962-1966 :  IFK Göteborg (entraîneur-joueur)

## Palmarès
- Jeux olympiques
  - Médaille de bronze en 1952
- Coupe de France de football
  - Finaliste en 1959
- Championnat de France de football
  - Vice-champion en 1955